# Dobroszów Wielki
Dobroszów Wielki (niem. do 1936 Groß Dobritsch, 1936–1945 Großboberau) – wieś w Polsce, położona w województwie lubuskim, w powiecie zielonogórskim, w gminie Nowogród Bobrzański nad rzeką Bóbr.
Przez wieś przebiega droga wojewódzka nr 295.
W latach 1975–1998 miejscowość administracyjnie należała do województwa zielonogórskiego.

## Nazwa
Według niemieckiego językoznawcy Heinricha Adamy’ego nazwa miejscowości wywodzi się od polskiej nazwy określającej wartość - "dobra". W swoim dziele o nazwach miejscowych na Śląsku wydanym w 1888 roku we Wrocławiu jako najstarszą nazwę miejscowości wymienia Dobroschów podając jej znaczenie "Gutland" czyli po polsku "Dobra ziemia". Pierwotna nazwa została później przez Niemców fonetycznie zgermanizowana na Dobritsch tracąc swoje pierwotne znaczenie.

## Integralne części wsi
| SIMC    | Nazwa    | Rodzaj     |
| ------- | -------- | ---------- |
| 0912540 | Popowice | przysiółek |

## Historia
Wieś o genezie średniowiecznej - pierwsza wzmianka pochodzi z 1245 roku. Dobroszów występuje w niej jako Dobroschow w związku z tym, że został podarowany przez księcia śląskiego Bolesława Rogatkę klasztorowi augustianów w Nowogrodzie Bobrzańskim. Pierwsza informacja o przynależności Dobroszowa do rodu von Steinborn pojawia się w połowie XV wieku, a z następnej, pochodzącej z około 1474 roku dowiadujemy się o innych właścicielach dóbr w Dobroszowie - rodzinie von Zwecke. Dobra dobroszowskie pod koniec XV stulecia przeszły w ręce rodziny von Unwürde, a następnie von Gladis z Gorzupii. Gladisowie posiadali początkowo tylko folwark dolny, ale później powiększyli majątek o folwark górny. Ostatni właściciel z tego rodu Sigismund Heinrich sprzedał dobra w roku 1752 braciom von Bomsdorf, którzy powiększając je o ziemię kupioną od rodziny von Zeschau stali się posiadaczami całego Dobroszowa Wielkiego. Właściciele Dobroszowa od początku XIX wieku zmieniali się wielokrotnie, a jako jeden z ostatnich, przedwojennych, wymieniany jest dr Bierei z Celle.

## Zabytki
Do rejestru zabytków wpisany jest:
- dwór, z 1789 roku. W XVI wieku została wzniesiona w tej wsi pierwsza siedziba rycerska, a znajdowała się w miejscu, gdzie około połowy XVIII wieku zbudowano dwór[5]. Stanowiący element założenia dworskiego budynek zlokalizowany w centrum miejscowości, stanął w jego północno-zachodniej partii. Podczas wznoszenia dworu wykorzystano mury starszej, prawdopodobnie renesansowej budowli. Jej relikty można jeszcze dostrzec w południowej części. Przebudowa obiektu w duchu klasycystycznym miała miejsce w 1789 roku, co zapewne nastąpiło po pożarze lub katastrofie budowlanej. Pod koniec XIX wieku miały miejsce kolejne prace budowlane, ale tym razem we wnętrzu dworu. Po II wojnie światowej musiano dokonać dalszych zmian w budynku podczas adaptacji na mieszkania i biura Państwowego Gospodarstwa Rolnego. Obecnie zarządza, nim prywatny właściciel[5]. Dwór jest murowanym budynkiem założonym na planie prostokąta[11]. Od zachodu znajduje się przybudówka, mieszczącą klatkę schodową. Obiekt nakryły jest dachem mansardowym z naczółkami. Dach wieńczy sześcioboczna wieżyczka z latarnią i kopulastym hełmem. Główne wejście znajduje się w środkowej części fasady, do którego prowadzą schody z tarasem. Wejście jest umieszczone w pozornym ryzalicie, nad którym widnieje wystawka zwieńczona trójkątnym tympanonem. Pilastrami ozdobione są narożniki dworu. W silnie przekształconym wnętrzu budynku nie zachowało się żadne wyposażenie[11].

## Transport

### Transport drogowy
Przez Dobroszów Wielki przebiega droga wojewódzka nr 295 łącząca Żagań z Nowogrodem Bobrzańskim.

### Transport zbiorowy
Miejscowość ma połączenia autobusowe dzięki PKS Zielona Góra oraz Feniks V Żary.